# 名鉄モ50形電車
名鉄モ50形電車（めいてつも50がたでんしゃ）は、かつて名古屋鉄道（名鉄）に在籍していた路面電車車両である。
1945年（昭和20年）7月の空襲で被災した岐阜市内線および岡崎市内線の木造4輪単車を戦後新車体で復旧させたもので、戦災復旧車と呼ばれた。当初は元の車番で復旧したが、1949年（昭和24年）の改番でモ50形およびモ65形に改められた（後にモ65形はモ50形に統合）。

## 構造
モ50形（モ65形）は空襲で焼損した旧・美濃電の木造単車11両 （50 - 58・65・66） 、旧・岡電の木造単車6両 （59 - 64） を種車とする（種車の製造時期、製造所など詳細は#車歴表を参照）。終戦後、名鉄は1946年（昭和21年）12月より順次復旧を開始。名古屋造船（現・IHI）にて車体を新造し、台車や電装品等は種車から転用された。
種車はいずれも明治末期から大正初期の路面電車らしくオープンデッキ構造のダブルルーフ車体であったが、車体新造により丸屋根（シングルルーフ）に変更され、乗降扉も取り付けられた。窓配置は種車を踏襲した前面3枚、側面8枚の一段下降窓（戸袋部除く）で、前面中央窓上部には方向幕が装備された。主電動機はデッカーまたは東洋電機製造の13D型（50馬力）である。当初は集電装置にトロリーポールを使用したが、1954年（昭和29年）9月にビューゲルに交換されている。車内定員は46名、座席配置は10名、14名、20名などのパターンがあった。
この改造で旧美濃電、旧岡電を問わず同じ仕様の車体となったが、戦後混乱期の改造のため扉や窓、ランボードの形状などが揃わず、各車に微妙な違いがあった。後年の改修で大きな差異が生じたのが乗降扉で、当初は丈が短くステップが露出していたが、1955年（昭和30年）頃に岐阜市内線に所属していた車両（50 - 57・65・66。改修前に岡崎市内線に転出したモ58を除く）は寒冷対策として扉を裾まで延長し、ステップが見えなくなっている。各種機器を種車から流用している関係から救助網やブレーキハンドルにも違いがあり、旧美濃電系は鶴首型、旧岡電系は丸型のハンドルを装備していた。
なお、モ65形（65・66）はモ50形と比較して車体構造に大きな違いがあるわけではない。この2両はかつて1941年（昭和16年）の改番で単車が形式称号無しの通し番号にされた際、所属が鉄道線区（高富線）であったことから例外的に形式称号「モ31形」が付与された経緯があり、1949年改番の際もモ65形として他の戦災復旧車と区別された。しかしこの区別は一時的なもので、程なくしてモ50形に統合された。

## 運用
復旧当初はモ50 - 58、65・66が岐阜市内線、モ59 - 64が岡崎市内線と種車が所属した線区にそのまま配属された。その後の変遷は以下の通りで、最終的に岡崎市内線に全車両が集まった。
- 1954年（昭和29年） - モ90形の代替としてモ58がモ40形とともに岡崎市内線に転籍[6]。
- 1957年（昭和32年） - モ57が事故で大破、廃車[1]。モ55・56が岡崎市内線に転籍[6]。
- 1960年（昭和35年） - オープンデッキ車両（モ40形・モ45形）の代替として岐阜市内線のモ50形全車両が岡崎市内線に転籍[6]。モ61がダンプカーと衝突事故、廃車[6][1]。

岡崎市内線は1962年（昭和37年）6月17日に廃止されるが、廃止時の所属車両20両のうち15両がモ50形であり、同線末期の主力車両であった。廃止直前の6月14日から3日間はモ58とモ62に装飾が施され、花電車として運転された。最終日の16日にはモ58にスピーカーが取り付けられ、「蛍の光」のメロディーを流した。

## 譲渡
岡崎市内線廃止後、モ50形は他線区に転属することなく廃車となった。モ50形を含む単車18両のうち4両は1両四、五千円で個人に払い下げられ、14両は保育園や高等学校に無償譲渡された（譲渡先は#車歴表参照）。
廃止後、まず碧海郡桜井町（現・安城市）の城山保育園から車両譲渡の申し込みがあり、モ50が同園の遊び場「こばと号」となった。同園を含む桜井町内の2つの保育園への車両譲渡が新聞で報道されると大きな話題となり、岡崎市内の26の保育園から申し込みが殺到した。結果、市内保育園枠として8両が割り当てられ、抽選で選ばれた保育園に譲渡された。
保育園では園児の遊び場として、個人譲渡先では集会所や応接間として使用されたが、古い木造車体のため老朽化も早く、1970年代前半には大半が用途を成さなくなった。その中でも元・岡電社員に払い下げられたモ66は比較的長く保ち、屋根にトタンを被せながら1983年（昭和58年）秋まで残っていた。最後まで残ったのは岩津保育園に譲渡されたモ60で、同園が東名高速道路の建設で移転する際にその場に放置され、雑木林の中で朽ち果てるに任せていた。廃車体は2000年代初頭にも現存が確認されているが、殆ど骨組みで一見して電車と判別できないほど荒廃が進行しており、保存状態は劣悪であった。

## 車歴表

福岡町駅に停車するモ54。美濃電系の救助網を装備する。

花電車のモ62。扉の丈が短くステップが露出している。

- 出典：『写真が語る名鉄80年』 pp.189-190、『名鉄岐阜線の電車 -美濃電の終焉（上）』 p.12、『名鉄岡崎市内線―岡崎市電ものがたり』 p.43、『岡崎市電ものがたり（1987年）』第21回

| 前身 会社 | 製造所 | 製造年 | 車号 | 1937年 改番 | 1941年 改番 | 1941年 改番 | 戦災復旧 | 戦災復旧 | 1949年 改番 | 1949年 改番 | 岡崎転属          | 廃車      | 譲渡先              |
| 前身 会社 | 製造所 | 製造年 | 車号 | 1937年 改番 | 1941年 改番 | 1941年 改番 | 改造所   | 改造年   | 1949年 改番 | 1949年 改番 | 岡崎転属          | 廃車      | 譲渡先              |
| --------- | ------ | ------ | ---- | ----------- | ----------- | ----------- | -------- | -------- | ----------- | ----------- | ----------------- | --------- | ------------------- |
| 美濃      | 天野   | 1911年 | D6   | D6          | 3           | 3           | 名造船   | 1946年   | モ50形      | モ50        | 1960年            | 1962年6月 | 桜井町 城山保育園   |
| 美濃      | 丹羽   | 1912年 | S23  | S23         | 9           | 9           | 名造船   | 1946年   | モ50形      | モ51        | 1960年            | 1962年6月 | 岡崎市 矢作保育園   |
| 美濃      | 丹羽   | 1912年 | S28  | D28         | 13          | 13          | 名造船   | 1947年   | モ50形      | モ52        | 1960年            | 1962年6月 | 桜井町 桜井保育園   |
| 美濃      | 名電   | 1914年 | DD35 | DD35        | 20          | 20          | 名造船   | 1947年   | モ50形      | モ53        | 1960年            | 1962年6月 | 個人宅              |
| 美濃      | 名電   | 1914年 | DD44 | DD44        | 27          | 27          | 名造船   | 1947年   | モ50形      | モ54        | 1960年            | 1962年6月 | 刈谷市 刈谷保育園   |
| 美濃      | 名電   | 1920年 | DD55 | DD55        | 36          | 36          | 名造船   | 1947年   | モ50形      | モ55        | 1957年            | 1962年6月 | 岡崎市 明徳保育園   |
| 美濃      | 名電   | 1920年 | DD56 | DD56        | 37          | 37          | 名造船   | 1947年   | モ50形      | モ56        | 1957年            | 1962年6月 | 岡崎市 細川保育園   |
| 美濃      | 名電   | 1920年 | DD57 | DD57        | 38          | 38          | 名造船   | 1947年   | モ50形      | モ57        | -                 | 1957年    | （事故廃車）        |
| 美濃      | 日車   | 1925年 | DD61 | DD61        | 45          | 45          | 名造船   | 1948年   | モ50形      | モ58        | 1954年            | 1962年6月 | 多治見市 池田保育園 |
| 岡崎      | 名電   | 1912年 | 2    | 2           | 49          | 49          | 名造船   | 1946年   | モ50形      | モ59        | 当初より 岡崎所属 | 1962年6月 | 岡崎市 美合保育園   |
| 岡崎      | 名電   | 1912年 | 3    | 3           | 50          | 50          | 名造船   | 1947年   | モ50形      | モ60        | 当初より 岡崎所属 | 1962年6月 | 岡崎市 岩津保育園   |
| 岡崎      | 名電   | 1919年 | 7    | 7           | 51          | 51          | 名造船   | 1947年   | モ50形      | モ61        | 当初より 岡崎所属 | 1960年8月 | （事故廃車）        |
| 岡崎      | 名電   | 1919年 | 8    | 8           | 52          | 52          | 名造船   | 1947年   | モ50形      | モ62        | 当初より 岡崎所属 | 1962年6月 | 岡崎鮨組合          |
| 岡崎      | 名電   | 1922年 | 9    | 9           | 53          | 53          | 名造船   | 1947年   | モ50形      | モ63        | 当初より 岡崎所属 | 1962年6月 | 岡崎市 六名保育園   |
| 岡崎      | 名電   | 1924年 | 12   | 12          | 56          | 56          | 名造船   | 1947年   | モ50形      | モ64        | 当初より 岡崎所属 | 1962年6月 | 岡崎市 大樹寺保育園 |
| 美濃      | 名電   | 1920年 | DD46 | DD46        | モ31形      | 32          | 名造船   | 1946年   | モ65形      | モ65        | 1960年            | 1962年6月 | 岡崎市 矢作西保育園 |
| 美濃      | 名電   | 1920年 | DD48 | DD48        | モ31形      | 34          | 名造船   | 1947年   | モ65形      | モ66        | 1960年            | 1962年6月 | 個人宅              |

- 前身会社：
  - 美濃：美濃電気軌道→名岐鉄道
  - 岡崎：岡崎電気軌道→三河鉄道
- 製造・改造所：
  - 天野：東京天野工場
  - 丹羽：京都丹羽製作所
  - 名電：名古屋電車製作所
  - 日車：日本車輌製造
  - 名造船：名古屋造船

## 主要諸元
- 1955年現在[17]

| 車号             | 50-57                          | 58                             | 59                             | 60-64                          | 65-66                          |
| ---------------- | ------------------------------ | ------------------------------ | ------------------------------ | ------------------------------ | ------------------------------ |
| 定員 (人)        | 46                             | 46                             | 46                             | 46                             | 46                             |
| 座席 (人)        | 20                             | 20                             | 14                             | 14                             | 20                             |
| 全長 (mm)        | 8,282                          | 8,282                          | 8,282                          | 8,282                          | 8,282                          |
| 全幅 (mm)        | 2,188                          | 2,188                          | 2,188                          | 2,188                          | 2,188                          |
| 全高 (mm)        | 3,647                          | 3,799                          | 3,799                          | 3,799                          | 3,647                          |
| 自重 (t)         | 6.7                            | 6.7                            | 6.7                            | 6.7                            | 6.7                            |
| 主電動機 (PS×数) | デッカー DK13-D (50×2)         | デッカー DK13-D (50×2)         | デッカー DK13-D (50×2)         | 東洋電機製造 TDK13-D (50×2)    | 東洋電機製造 TDK13-D (50×2)    |
| 歯車比           | 4.73                           | 4.73                           | 4.73                           | 4.73                           | 4.73                           |
| 集電装置         | 泰平電機 ビューゲル            | 泰平電機 ビューゲル            | 泰平電機 ビューゲル            | 泰平電機 ビューゲル            | 泰平電機 ビューゲル            |
| 制御装置         | DB1-K                          | DB1-K                          | DB1-K                          | DB1-K                          | DB1-K                          |
| 台車             | ブリル21-E                     | ブリル21-E                     | ブリル21-E                     | ブリル21-E                     | ブリル21-E                     |
| 軸距 (mm)        | 2,286                          | 2,286                          | 2,286                          | 2,438                          | 2,286                          |
| 車輪径 (mm)      | 838                            | 838                            | 838                            | 838                            | 838                            |
| 制動方式         | 手ブレーキ・非常用発電ブレーキ | 手ブレーキ・非常用発電ブレーキ | 手ブレーキ・非常用発電ブレーキ | 手ブレーキ・非常用発電ブレーキ | 手ブレーキ・非常用発電ブレーキ |